# Manuel Fontdevila
Manuel Fontdevila Cruixent (Granollers, 23 de junio de 1887-Buenos Aires, 18 de mayo de 1957) fue un periodista español. A lo largo de su carrera trabajó en varios periódicos, llegando a ser director del Heraldo de Madrid entre 1927 y 1936.

## Biografía
Nació en Granollers en 1888. Formó parte de la redacción de los periódicos La Tribuna y La Publicidad, colaborando también con el semanario humorístico Papitu. Cultivaría el humor con algunas obras de teatro musical que se estrenaron en locales del Paralelo barcelonés. Durante la Primera Guerra Mundial mantuvo una tendencia aliadófila.
En 1923 se trasladó a Madrid y entró a trabajar en la redacción de El Liberal, perteneciente a la Sociedad Editora Universal. Dos años después pasaría al Heraldo de Madrid, diario del cual sería nombrado director en 1927. Fontdevila se rodeó de un buen equipo de colaboradores, destacando como redactor jefe al escritor Manuel Chaves Nogales. Tras su llegada a la dirección el Heraldo sufrió un cambio de formato y orientación, incrementando considerablemente su audiencia.
Bajo su dirección, el antiguo periódico liberal, se convierte en un claro oponente a la monarquía alfonsina. A partir de la caída del general Primo de Rivera, en enero de 1930, la campaña republicana del periódico se amplía. Su postura política es abiertamente republicana. Tras la caída de la monarquía y el advenimiento de la Segunda República, el Heraldo de Madrid se alinearía claramente del lado de los partidos republicanos.
La prensa monárquica y conservadora nunca le perdonó al periódico y a su director su exitosa tirada durante aquellos años.

El Heraldo de Madrid pertenece a los acaudalados industriales catalanes Sres. Busquets, que hallan un pingüe negocio en excitar por medio de sus diarios, las más desenfrenadas pasiones demagógicas, inspirando el odio de clases y la guerra civil. La intención del Heraldo en sus campañas disolventes es aún peor que la mala calidad de su papel y sus fotografías; lo cual, justo es reconocerlo, no disminuye en nada su éxito increíble entre esas clases populares ávidas de sensacionalismo.

Sería destituido en la dirección del periódico poco antes del estallido de la guerra civil, en 1936.
Tras la contienda se exilió en Argentina, donde dirigiría los periódicos El Sol y Crítica. Falleció en Buenos Aires en 1957.
- Bou, Enric (2000). Nou diccionari seixanta-dos de la literatura catalana. Edicions 62.
- Checa Godoy, Antonio (1989). Prensa y partidos políticos durante la II República. Universidad de Salamanca. ISBN 9788474815214.
- Pueo, Juan Carlos (2016). Como un motor de avión: Biografía literaria de Enrique Jardiel Poncela. Madrid: Editorial Verbum. ISBN 978-84-9074-375-1.
- Torra i Pla, Quim (2009). «Manuel Fontdevila: el periodisme perdut d'un homenot excepcional». Ponències. Revista del Centre d'Estudis de Granollers: 55-72. ISSN 2385-4413.
- Verdaguer, Mario (2008). Medio siglo de vida íntima barcelonesa. Edicions UIB.
- Villar, Paco (1997). Historia y leyenda del Barrio Chino (1900-1992). La Campana.

- Datos: Q5993001
- Multimedia: Manuel Fontdevila i Cruixent / Q5993001